# Geirrod (Mond)
Geirrod (auch Saturn LXVI) ist einer der kleineren äußeren Monde des Planeten Saturn.

## Entdeckung und Benennung
Geirrod wurde durch die Astronomen Scott Sheppard und David Jewitt (University of California) sowie Jan Kleyna (University of Hawaiʻi) auf Aufnahmen entdeckt, die vom 12. Dezember 2004 bis zum 22. März 2007 mit dem 8,2-m-Subaru-Teleskop am Mauna-Kea-Observatorium angefertigt wurden. Aus diesem Zeitraum konnten 19 weitere Saturnmonde nachgewiesen werden; die Entdeckung wurde am 7. Oktober 2019 bekannt gegeben. Als Entdeckungsdatum gilt der Tag der ersten Aufnahme, also der 12. Dezember 2004. Demzufolge erhielt der Mond die vorläufige Bezeichnung S/2004 S 38. Am 10. August 2021 erhielt der Mond die endgültige Nummer LXVI.
Das Carnegie Institution for Science rief mit der Bekanntgabe der Entdeckung die Öffentlichkeit dazu auf, bis zum 6. Dezember 2019 Namensvorschläge für die insgesamt 20 neuentdeckten Monde einzusenden. Es sollten entsprechend der Gruppenzugehörigkeit der Monde Namen von Riesen aus der gallischen, der nordischen oder der Inuit-Mythologie sein.
Am 24. August 2022 wurde der Mond durch das Minor Planet Center nach dem Riesen Geirröðr aus der Nordischen Mythologie benannt. Er ist der Vater von Gjalp und Greip. Geirröðr war ein Feind Thors, welcher mithilfe der von der Eisriesin  Gríðr erhaltenen Gegenstände Megingiard (Machtgürtel), Jarngreipr (eiserner Handschuh) und Griðarvölr (Zauberstab) zunächst die beiden Töchter und schließlich auch ihn selbst tötete.
Der Beobachtungszeitraum von Geirrod erstreckt sich vom 12. Dezember 2004 bis zum 22. März 2007; es liegen insgesamt 15 Beobachtungen über einen Zeitraum von drei Jahren vor.

## Bahneigenschaften
Geirrod umkreist Saturn in drei Jahren und 116 Tagen auf einer stark elliptischen, retrograden Umlaufbahn zwischen 12.343.668 km und 31.472.262 km Abstand zu dessen Zentrum. Die Bahnexzentrizität beträgt 0,437, die Bahn ist 154,1° gegenüber dem Äquator von Saturn geneigt.
Der Mond ist Bestandteil der sogenannten Nordischen Gruppe von Saturnmonden, die den Planeten mit Bahnneigungen zwischen 145,2° und 177,5° und Bahnexzentrizitäten zwischen 0,130 und 0,580 retrograd umrunden.

## Physikalische Eigenschaften
Geirrod besitzt einen Durchmesser von etwa 4 km. Die absolute Helligkeit des Mondes beträgt 15,9 m.